# D. J. Sparr
D. J. Sparr (Westminster, 1975) è un compositore e chitarrista statunitense che utilizza fluentemente sia gli stili musicali classici che quelli vernacolari.

## Biografia
Si è esibito con la Fondazione Arturo Toscanini, il gruppo di musica contemporanea "Musica Nova" della Eastman, pop band e come musicista da studio. D. J. ha suonato per la prima volta il concerto di chitarra elettrica di Michael Daugherty con l'Alabama Symphony Orchestra nel marzo 2008. Era il solista di chitarra classica per il suo Guitar Folio con l'orchestra da camera dell'Università del Michigan e recentemente ha eseguito Electric Counterpoint di Steve Reich in un teatro gremito di oltre duemila "dopolavoristi" dell'Hirshhorn Museum dello Smithsonian Institution. Si esibisce come ospite del Great Noise Ensemble di Washington DC, che ha presentato in anteprima il suo General Electric, un concerto grosso per rock band e orchestra da camera.
La sua musica è stata eseguita e commissionata da numerosi gruppi, tra cui la Chicago Youth Symphony Orchestra, l'Albany Symphony Orchestra, l'Eighth Blackbird, la Dayton Philharmonic e il "Late Show" con la band di Jay Leno. Ha ricevuto il Gran Premio da 10000 $ nella categoria orchestra per il Concorso Nazionale Giovani Compositori del BMG/Williams College, è stato secondo al Premio Roma 1998-9 all'American Academy di Roma e ha vinto due BMI Student Composer Awards.
Il Dr. Sparr si è laureato alla Baltimore School for the Arts e ha conseguito la laurea in musica presso l'Eastman School of Music. Ha completato la sua laurea in Doctor of Musical Arts presso l'Università del Michigan nel 2003. Tra i suoi insegnanti di composizione figurano Michael Daugherty, Augusta Read Thomas e William Bolcom, Christopher Rouse e Joseph Schwantner, vincitori del premio Pulitzer.
D. J. è il compositore in residenza presso il dipartimento di educazione e coinvolgimento della comunità della Richmond Symphony Orchestra.